# Eryphanis aesacus
Eryphanis aesacus är en fjärilsart som beskrevs av Herrich-Schäffer 1850. Eryphanis aesacus ingår i släktet Eryphanis och familjen praktfjärilar. Inga underarter finns listade i Catalogue of Life.

## Bildgalleri

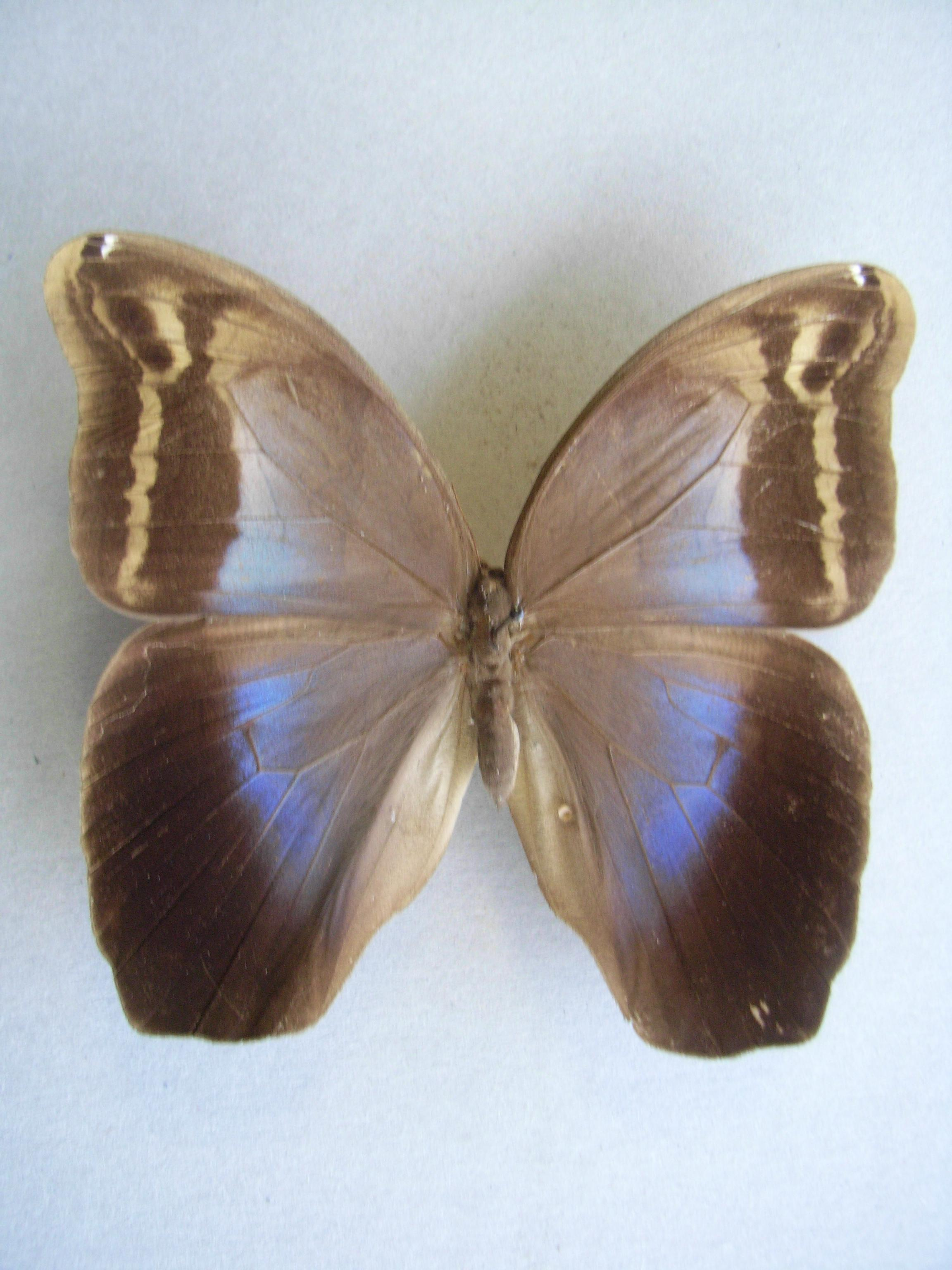
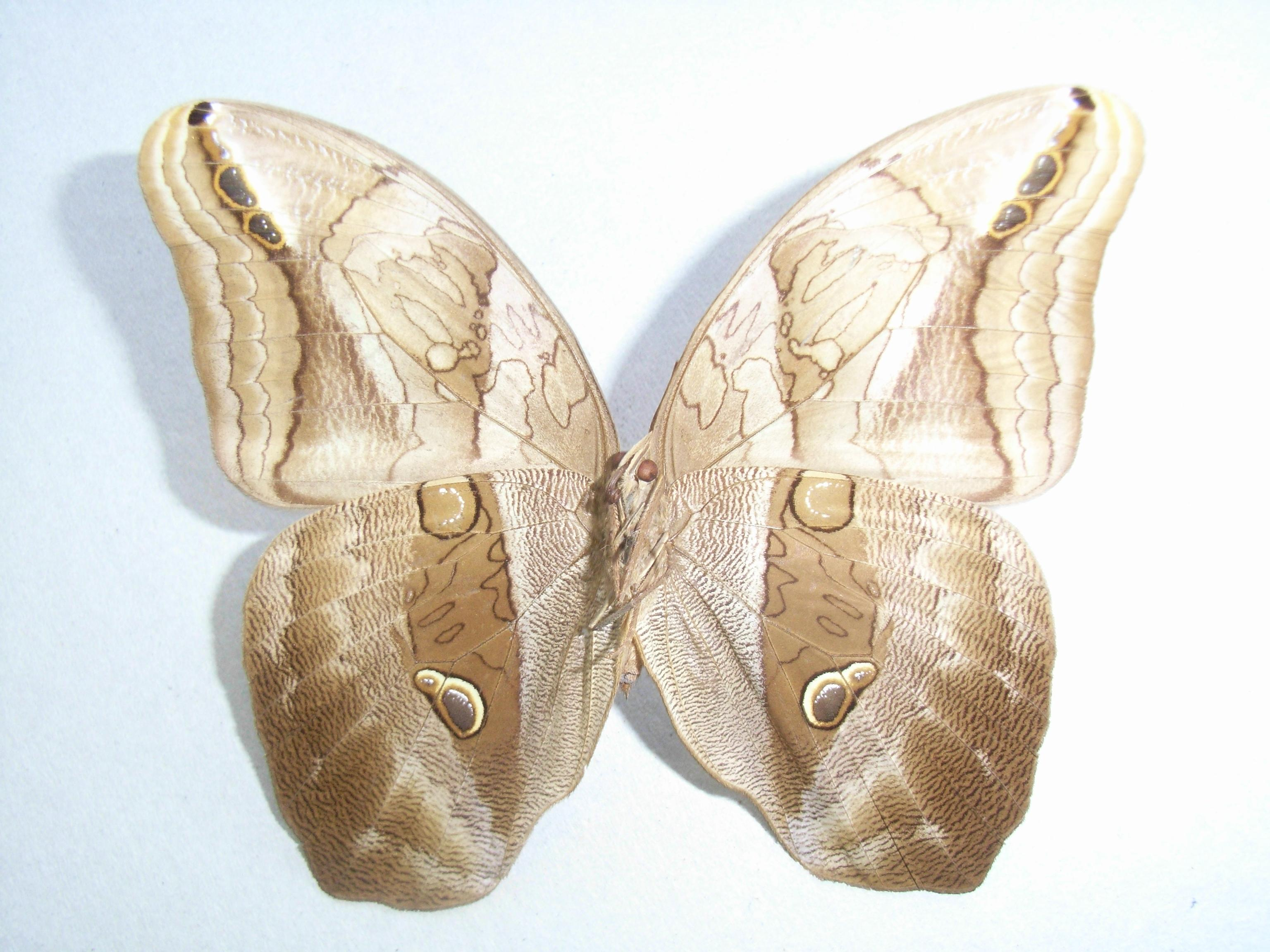